# C/2012 S1 (ISON)
C/2012 S1 (ISON) – kometa jednopojawieniowa poruszająca się po bardzo wydłużonej orbicie. Należała do tzw. komet muskających Słońce. Pojawieniu się komety na niebie towarzyszyła szeroka kampania obserwacyjna i duże zainteresowanie mediów. 28 listopada 2013, podczas przejścia przez peryhelium, jądro komety uległo rozpadowi.

## Odkrycie i nazwa
Kometę odkryli astronomowie Witalij Newski (Białoruś) oraz Artiom Nowiczonok (Rosja), prowadzący obserwacje w ramach sieci International Scientific Optical Network (ISON), od której pochodziła jej nazwa. Odkrycia dokonano w obserwatorium astronomicznym w mieście Kisłowodzk (Rosja). Pod koniec września 2012 roku kometa miała jasność około 18m.

## Jądro
Rozmiary jądra komety po obserwacjach satelity Swift w marcu 2013 były oceniane na 5 km. Pomiary w podczerwieni przy użyciu Kosmicznego Teleskopu Spitzera określiły, że rozmiary jądra komety mieszczą się w zakresie od 200 m do 20 km, natomiast obserwacje Kosmicznego Teleskopu Hubble’a pozwoliły określić, że jego średnica nie przekracza 2 km.

## Orbita i widzialność
Peryhelium jej orbity znajdowało się w odległości zaledwie 0,0124 j.a. (1 860 000 km od środka Słońca), kometa powinna się w nim znaleźć 28 listopada 2013 o godzinie 19:35 czasu polskiego. Niezwykle wydłużona i nachylona do płaszczyzny ekliptyki pod kątem 62° orbita komety sugeruje, że była to kometa jednopojawieniowa, nadciągająca ku Słońcu po raz pierwszy prosto z Obłoku Oorta. Kometa stopniowo nagrzewała się, od czerwca do końca sierpnia 2013 r. w ciągu każdej doby uwalniała z jądra około tysiąca ton dwutlenku węgla. 1 października minęła orbitę Marsa. Najbliżej Ziemi, w odległości 0,4 jednostki astronomicznej, miała się znaleźć 26 grudnia 2013 r. Początkowo przewidywano, że będzie tak jasna, że będzie można dostrzec ją na niebie podczas dnia. W listopadzie 2013 kometa przemierzyła gwiazdozbiór Lwa, minęła jego najjaśniejszą gwiazdę Regulusa i Marsa. Następnie była widoczna w gwiazdozbiorze Panny obok Spiki i Saturna oraz w gwiazdozbiorze Wagi i Skorpiona. Na początku listopada 2013 była widoczna nieuzbrojonym okiem, w Polsce – po wschodniej stronie nieba od około 3:00 do wschodu Słońca.
W chwili maksimum blasku na przełomie listopada i grudnia 2013 przewidywano jej jasność w granicach od −3m do −5m, a więc zbliżoną do Wenus. Miała być wtedy blisko Słońca. Dlatego najlepsze warunki do obserwacji przewidywano na później, gdy miała przemieszczać się w gwiazdozbiorze Wężownika i Herkulesa.

## Przelot w pobliżu Słońca
Obliczenia wskazywały, że temperatura w czasie przejścia przez peryhelium osiągnie 2700 °C, co jest wystarczające do stopienia żelaza. Ponadto kometa miała przekroczyć granicę Roche'a, co według przewidywań mogło spowodować jej rozpad. 28 listopada 2013 roku o godzinie 19.37 kometa ISON znalazła się w peryhelium, które wyniosło 1,1 mln kilometrów. Zbliżając się do Słońca, jej jasność rosła znacząco, choć nie tak, jak wynikało to z wcześniejszych przewidywań, osiągając w maksimum –4,4m. Ostatecznie, po przejściu w tak niewielkiej odległości od Słońca, jądro kometarne niemal całkowicie „wyparowało”, a pozostała jego niewielka część rozpadła się na bardzo drobne fragmenty.  

### Dyskusja nad przebiegiem zbliżenia
28 listopada 2013 poinformowano, że kometa nie przetrwała przelotu w pobliżu Słońca. Na kilka godzin przed osiągnięciem peryhelium jej koma zaczęła gwałtownie przygasać, pozostawiając za sobą olbrzymią chmurę kometarnego pyłu.
Początkowo nie zaobserwowano komety na przewidywanej orbicie po przejściu przez peryhelium, mimo ciągłych obserwacji przy pomocy obserwatoriów takich jak Solar Dynamics Observatory. Naukowcy z NASA ogłosili, że musiała ona rozpaść się i wyparować jeszcze przed osiągnięciem peryhelium, w związku z czym nie będzie widoczna na niebie w grudniu 2013 roku. Nie było jasne, czy i jaka część jądra komety przetrwała przelot przez koronę słoneczną.
W nocy z 29 na 30 listopada, po analizach nowych zdjęć z obserwatoriów kosmicznych i koronografów, naukowcy ogłosili, że od Słońca oddala się skupisko jasnego materiału. Według nich część komety przetrwała; zasugerowali nawet, że fragment jądra komety mógł pozostać w stanie nienaruszonym.
2 grudnia poinformowano, że naukowcy wciąż zastanawiają się, czy to co oddala się od Słońca, jest pomniejszonym jądrem komety, czy tylko jej szczątkami. Skłaniają się oni jednak bardziej w kierunku tej drugiej możliwości. Dokładne potwierdzenie nastąpi dopiero w połowie grudnia, kiedy kometę znów będzie obserwował Kosmiczny Teleskop Hubble’a. Badacze jednocześnie są zdania, że bez względu na los komety, ta ich nie zawiodła. Dzięki temu, że tak dużo instrumentów śledziło jej bliski przelot obok Słońca, zdobyli bardzo dużo danych, które posłużą do badań i analiz na najbliższe lata.
4 grudnia agencja NASA poinformowała, że na podstawie zebranych danych większość naukowców jest zdania, że kometa z 90% prawdopodobieństwem rozpadła się i pozostawiła po sobie szczątki o rozmiarach nie przekraczających 10 m. Istnieje również 10% prawdopodobieństwo, że pozostał przynajmniej jeden fragment o średnicy powyżej 100 m. Potwierdzono również plany dalszych obserwacji za pomocą różnych instrumentów m.in. sond STEREO, teleskopu IRTF, kosmicznych teleskopów Hubble'a oraz Spitzera i naziemnych radioteleskopów. 10 grudnia na konferencji AGU potwierdzono rozpad komety na fragmenty zbyt małe, żeby je zaobserwować.